# Petitio principii
Petitio principii (latin ’begäran om utgångspunkten’) är inom retoriken och logiken ett bevisfel, där det som ska bevisas på något sätt förutsätts, eller där slutsatsen är mindre tvivelaktig än en av premisserna. Ibland har felet formen av ett cirkelbevis. Om premissen är falsk, kallas det i stället proton pseudos. Petitio principii är som regel en uppmaning.
Ett petitio principii är ett bevis som logiskt sett är giltigt, eftersom konklusionen följer av premisserna, men som inte är bindande eftersom premissernas sanning inte är känd. Det kallas även (grekiska) en archei aiteisthai och begging the question.
Aristoteles var den förste som skrev om petitio principii, och hänförde det till de materiella felsluten, till skillnad från de logiska felsluten. Sedan dess har termen blivit omdiskuterad, och används med något olikartade betydelser. Ibland avser det sådana bevisfel, där slutledningens premiss misstros, fastän slutsatsen logiskt följer av den. Som regel avses dock de fall där premissens giltighet är oviss.